# ARNm (guanine-N7-)-méthyltransférase
L'ARNm (guanine-N7-)-méthyltransférase est une méthyltransférase qui catalyse la réaction :
S-adénosyl-L-méthionine + 5′-(5′-triphosphoguanosine)-ARNm  {\displaystyle \rightleftharpoons }  S-adénosyl-L-homocystéine + 5′-(N7-méthyl-5′-triphosphoguanosine)-ARNm
Cette enzyme fait partie de l'enzyme coiffante, complexe enzymatique qui réalise l'adjonction d'une coiffe sur l'ARN messager en cours de synthèse par l'ARN polymérase II. Elle intervient plus précisément à la dernière étape de cette action, pour assurer la méthylation du résidu de guanylate sur l'atome d'azote no 7.

Structure de la coiffe ajoutée par l'enzyme coiffante, constituée d'une 7-méthylguanosine liée à l'extrémité 5' d'un ARN messager.